# Stazione di Miyauchi (Niigata)
La stazione di Miyauchi (宮内駅?, Miyauchi-eki) è una stazione ferroviaria della città di Nagaoka, nella prefettura di Niigata della regione del Tōhoku, in Giappone. Presso questa stazione passa la linea Jōetsu e la linea principale Shin'etsu della JR East. Fra questa stazione e quella di Nagaoka le due linee viaggiano affiancate.

## Linee e servizi
East Japan Railway Company
■ Linea Jōetsu
■ Linea principale Shin'etsu

## Struttura
La stazione è dotata di due marciapiedi a isola e uno laterale con cinque binari totali. È presente una biglietteria presenziata, aperta dalle 7:15 alle 18:45, servizi igienici e altri servizi.
| 1-2   | ■ Linea principale Shin'etsu | per Raikōji, Kashiwazaki e Naoetsu |
| 1-2   | ■ Linea Jōetsu               | per Ojiya, Koide e Echigo-Yuzawa   |
| 3-4-5 | ■ Linea principale Shin'etsu | per Nagaoka e Niigata              |

## Stazioni adiacenti
| «                                                             | Servizio        | »            |
| Linea Jōetsu                                                  | Linea Jōetsu    | Linea Jōetsu |
| ------------------------------------------------------------- | --------------- | ------------ |
| Echigo-Takiya                                                 | -               | Nagaoka      |
| Linea principale Shin'etsu                                    |                 |              |
| Maekawa                                                       | Locale          | Nagaoka      |
| Kashiwazaki                                                   | Rapido Kubikino | Nagaoka      |
| Il rapido Rakuraku Train Shin'etsu/Ohayou Shin'etsu non ferma |                 |              |